# 八蕊花
八蕊花（学名：Sporoxeia sciadophila）为野牡丹科八蕊花属下的一个种。也称毛萼八蕊花、尖叶八蕊花、光萼八蕊花。